# Robin Fox
Robin Fox (nascido em 1934 - 18 de janeiro de 2024) é um antropólogo anglo-americano que escreveu sobre os tópicos de prevenção de incesto, sistemas de casamento, sistemas de parentesco humano e primata, antropologia evolutiva, sociologia e a história das idéias nas ciências sociais. Ele fundou o departamento de antropologia da Rutgers University em 1967 e lá permaneceu como professor pelo resto de sua carreira, sendo também diretor de pesquisa da Fundação HF Guggenheim de 1972 a 1984.
Fox publicou um trabalho, The Imperial Animal, com Lionel Tiger em 1970, que foi um dos primeiros a defender e demonstrar uma abordagem evolutiva para a compreensão do comportamento social humano. 
Em 2013, Fox foi eleito para a Academia Nacional de Ciências dos Estados Unidos (Antropologia e Biologia Evolutiva).

## Vida e trabalho
Robin Fox nasceu na aldeia de Haworth em Yorkshire Dales, no nadir da Grande Depressão em 1934. Ele teve muito pouca escolaridade durante a Segunda Guerra Mundial, movendo-se por toda a Inglaterra com seu pai soldado (ex-exército indiano), e sua mãe, então auxiliar de enfermagem do exército.  Após uma fuga por pouco da morte por bombardeio, ele seguiu sua educação inicial através do Exército, da Igreja da Inglaterra, bibliotecas públicas e da BBC, mais do que através da educação formal. Depois, por meio de uma série de bolsas de estudo - uma delas para a escola primária em Thornton, West Yorkshire, ele foi para a London School of Economics em 1953 e obteve um primeiro diploma em Sociologia com honras de primeira classe. Isso incluiu Filosofia e Antropologia Social, com muita influência de Karl Popper, Ernest Gellner e Raymond Firth – e interação ocasional com Bertrand Russell.
Ele foi para Harvard para fazer pós-graduação no Departamento de Relações Sociais, onde se viu sob a tutela de Clyde Kluckhohn, Evon Vogt, Paul Friedrich e Dell Hymes, no Novo México, onde estudou linguagem e sociedade entre os índios Pueblo.
Fox publicou o que se tornou um artigo fundamental, "Sibling incest", no British Journal of Sociology (1962), no qual ele novamente desafiou o esmagador consenso de opinião, desta vez sobre o tabu do incesto, e reviveu as teorias negligenciadas de Edward Westermarck, cunhando o termo "Efeito Westermarck" (em oposição ao "Efeito Freud"), agora bem conhecido nas ciências sociais. Sob a influência de figuras como John Bowlby, David Attenborough (que foi seu aluno por um tempo), Robert Ardrey, Niko Tinbergen, Desmond Morris, Michael Chance e Lionel Tiger, ele se interessou por etologia – a ciência da evolução do comportamento. 

## Livros
- Website
- Biografia no Wayback Machine (arquivado em 17 dezembro 2007)